# Ferrari Dino

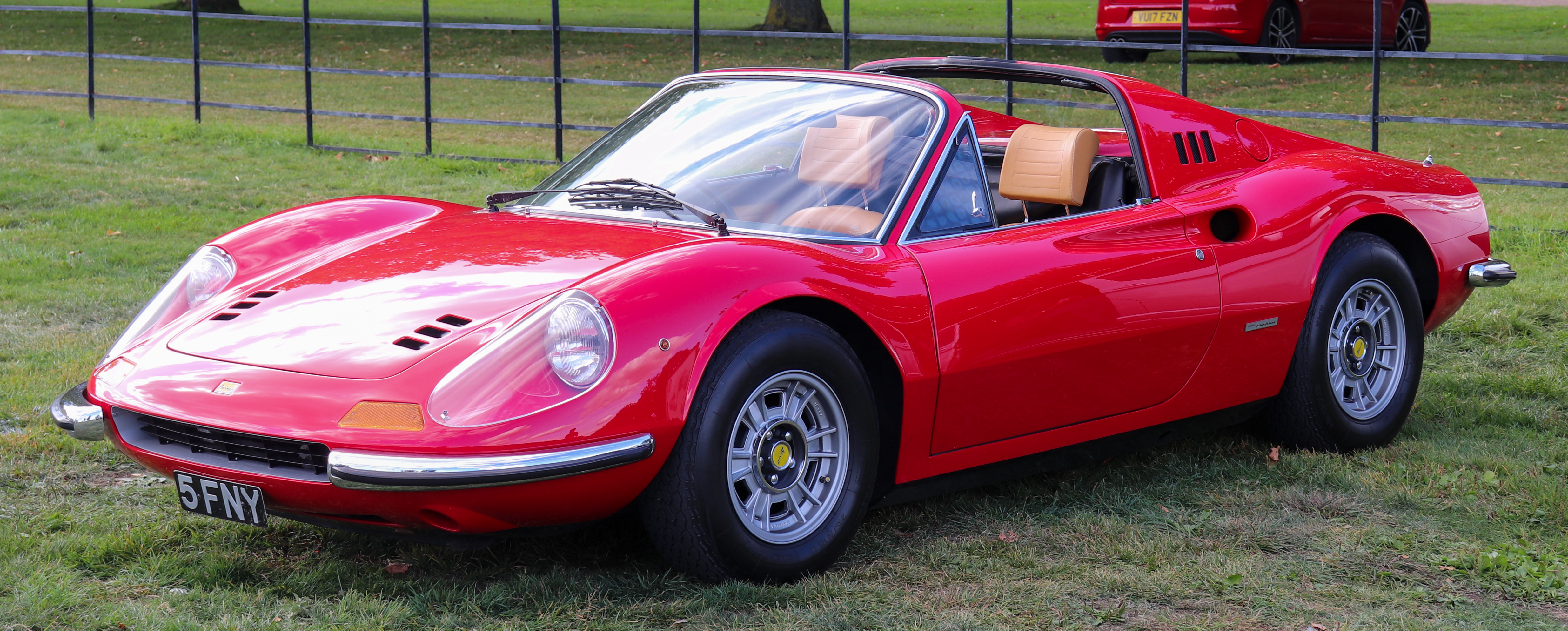
Ferrari 246 GTS Dino Spider

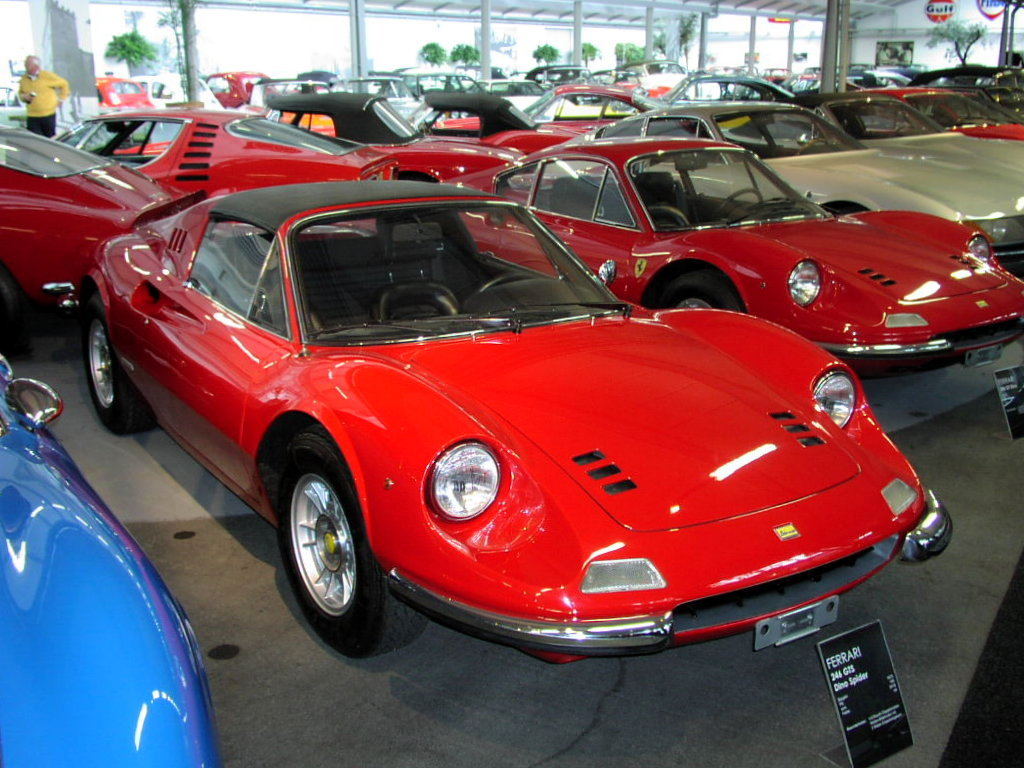
Ferrari 246 GTS Dino Spider, Dauphin Speed Event (Collection)

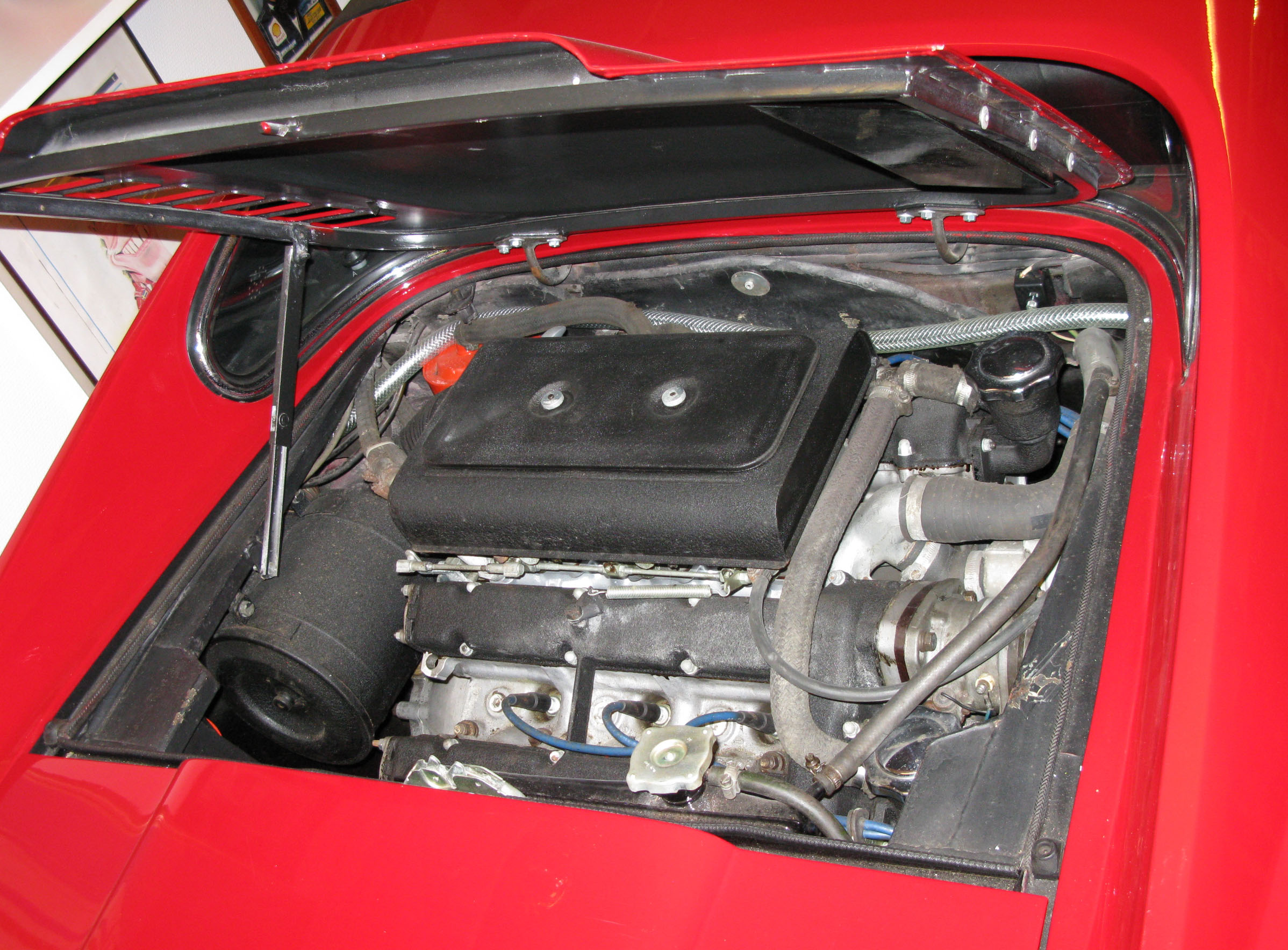
Ferrari 246 GTS Dino Spider, V6-Motor

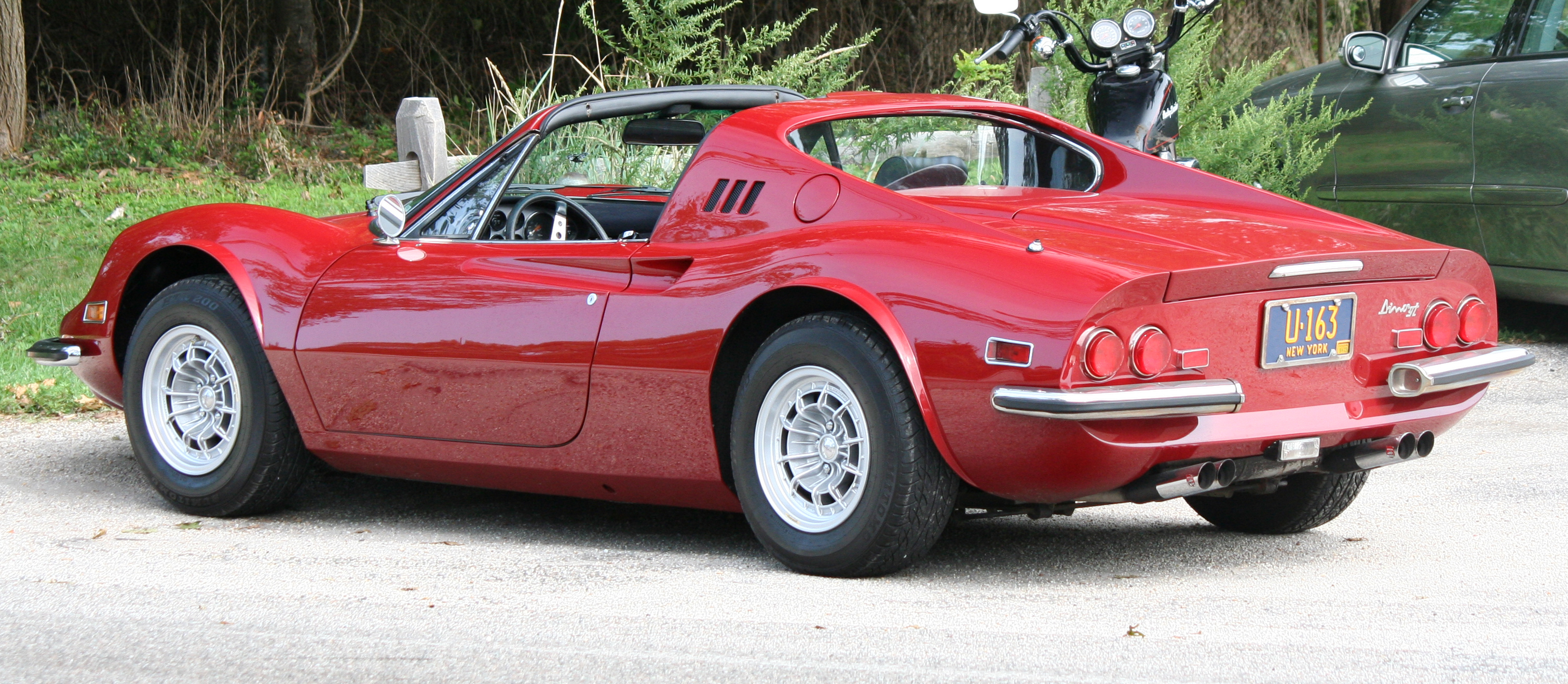
Heckansicht Modell 1973

Ferrari Dino oder nur Dino ist die Bezeichnung einer Reihe von fast ausnahmslos mit V6-Motor ausgerüsteten Sport- und Sportrennwagen des italienischen Automobilherstellers Ferrari.

## Geschichte
Die Bezeichnung „Dino“ rührt von Enzo Ferraris 1956 jung verstorbenem Sohn Alfredo her, genannt „Dino“ (Kurzform der Verkleinerungsform Alfredino), dessen von ihm konzipierter V6-Motor in den späten 1950er-Jahren in Rennwagen der Formel 1 und der Formel 2 und ab den späten 1960er-Jahren in Seriensportwagen eingesetzt wurde.
Der ursprüngliche, in den Formel-Rennwagen verwendete Entwurf des V6-Dino-Motors aus der Hand von Vittorio Jano hatte einen Zylinderbankwinkel von 65°, zwei obenliegende Nockenwellen je Zylinderbank, Doppelzündung und eine Trockensumpfschmierung. In den Rennsportwagen war es eine einfachere Version mit 60° Bankwinkel, einer obenliegenden Nockenwelle je Bank, Einfachzündung und Nasssumpfschmierung. Die Dino-V6 ab 1965 hatte Franco Rocchi konstruiert; sie wiesen wieder einen Bankwinkel von 65°, zwei obenliegende Nockenwellen und Doppelzündung auf und wurden sowohl in den späteren Formel-2-Modellen Ferraris als auch, in abgewandelter Form, in den Dino-Serienmodellen von Ferrari und Fiat und später im Lancia Stratos verwendet.
Um auch unterhalb der klassischen V12-Sportwagen präsent zu sein, wurde mit dem Mittelmotor-Prototyp bzw. Sportwagen Ferrari Dino 206 insbesondere in der Klasse bis zwei Liter Hubraum die Herausforderung des Porsche 904 in der Sportwagen-Weltmeisterschaft angenommen. Dazu gehörten Mitte der 1960er Jahre auch Bergrennen oder die winklige Targa Florio, die der Ferrari Dino 246SP 1961 und 1962 gewann. Auch beim 1000-km-Rennen auf dem Nürburgring waren die kleinen V6 oft besser als die großen V12-Ferraris.

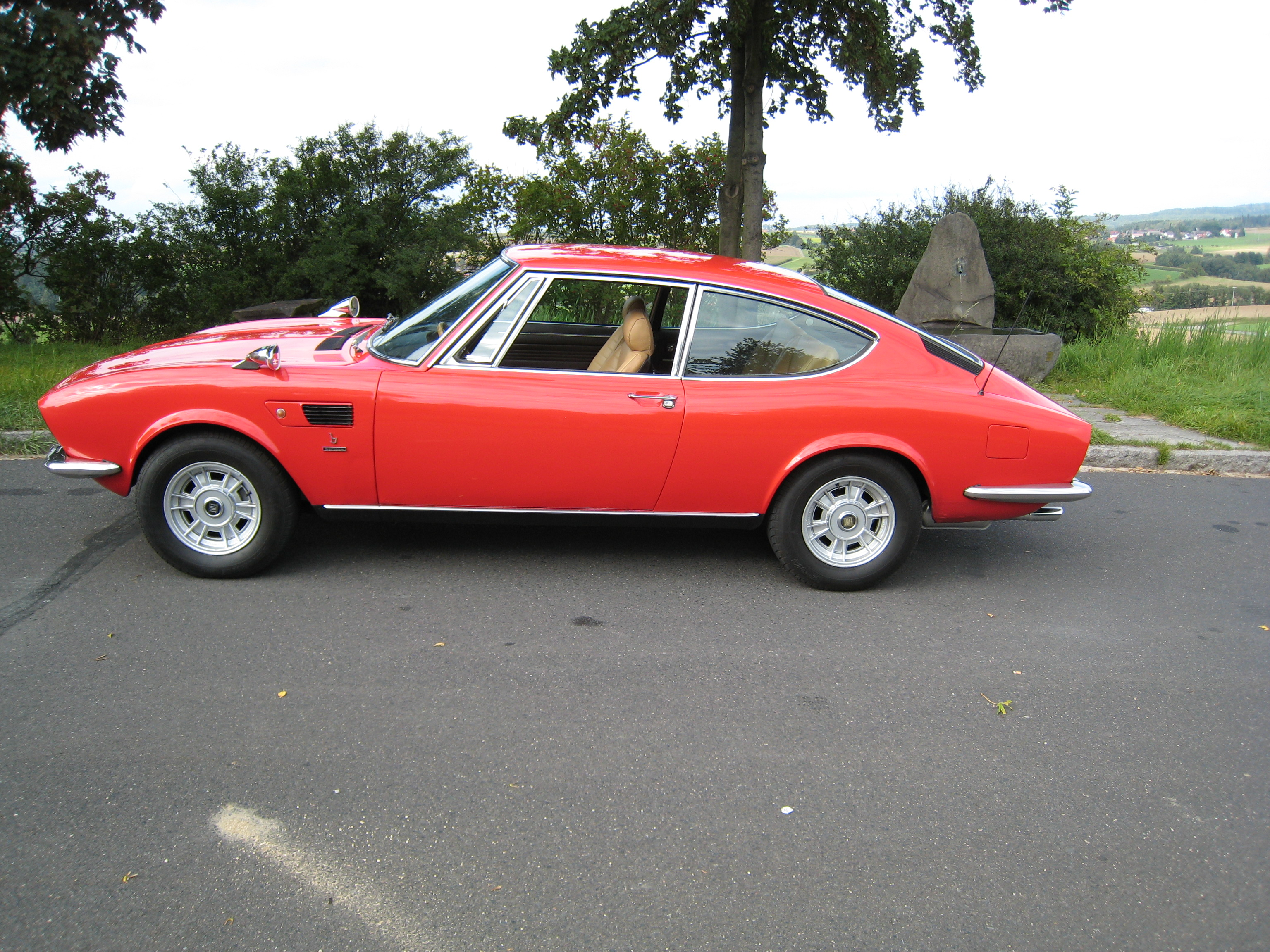
Fiat Dino

Ab 1967 wurden in der neuen Formel-2-Europameisterschaft 1600-Kubik-Motoren zugelassen, sofern davon mindestens 500 verkauft worden waren (Homologation).
Um die geforderten Stückzahlen des Motors zu verkaufen, musste Ferrari neue Wege gehen. Man kooperierte mit Fiat, daraus resultierte zuerst der Fiat Dino, in dem der V6 konventionell unter der Fronthaube zum Einsatz kam. Eine Kleinserie von 50 Rennsportwagen des Typs Dino 206S war vorgesehen, um als Sportwagen homologiert zu werden, die erforderliche Stückzahl wurde jedoch auch 1967 nicht annähernd erreicht.
Lange bevor Ferrari den V12 hinter den Sitzen der Serienfahrzeuge platzierte, baute man den V6 als Mittelmotor auch in Seriensportwagen. Diesem relativ preiswerten Wagen wollte man allerdings weder den guten Namen Ferrari noch das Cavallino rampante zugestehen. Die neue Marke Dino wurde eingeführt, zuerst nur mit dem Dino 206. Ab 1969 kam der größere Dino 246, auch mit dem berühmten V6, der später zudem die italienische Design- und Rallye-Ikone Lancia Stratos antrieb. Der Dino 246 GT war 1970 als Fahrzeug von Danny Wilde (Tony Curtis) ein Star der TV-Serie Die 2.
Nach einem Modellwechsel wurden die nun kantig geformten, mit Achtzylinder-Motoren bestückten Dino 208 GT 4 und Dino 308 GT 4 angeboten. Der Dino 308 GT 4, ein 2 + 2 Sitzer, wurde im Laufe der Jahre zum tatsächlichen Ferrari „geadelt“ (Ferrari Dino 308 GT 4). Der 308 GT 4 war nicht der Vorläufer des bis in die 1980er-Jahre meistgebauten Ferrari, des Ferrari 308, ein reiner 2 Sitzer, in seiner Ausführung als 308 GTS unter anderem bekannt aus der US-TV-Serie Magnum. Beide Modelle wurden von 1975 bis 1980 parallel gebaut und angeboten.
Die kleinere Version wurde samt der Marke Dino aufgegeben. Im Nachhinein betrachtet hat der Dino, obwohl nicht als Ferrari anerkannt, die Marke gerettet, denn die größten Umsätze wurden mit den vom Dino abstammenden V8-Fahrzeugen gemacht. Von der Baureihe Dino 246 GT selbst wurden zwischen 1969 und 1974 2487 Exemplare gebaut.

## Dino-Formelrennwagen

### Dino 156F2 (1957–1960)
Ab der Saison 1957 setzte Ferrari in der neu gestalteten Formel 2 (Hubraumobergrenze 1,5 Liter) ein neues Modell mit von Vittorio Jano entwickeltem 1,5-Liter-V6 mit einem Bankwinkel von ungewöhnlichen 65° ein, den Dino 156F2. Der mit Bohrungs- und Hubmaßen von 70 × 64,5 mm kurzhubig ausgelegte Motor mit zwei obenliegenden Nockenwellen leistete 129 kW (180 PS) bei 8500/min. Das Chassis wies Schraubenfedern vorne und hinten eine De-Dion-Achse sowie Dunlop-Scheibenbremsen auf. Der Wagen wurde 1957 nur zweimal eingesetzt.
In der Saison 1958 erhielt der Dino 156F2 ein Gitterrohrrahmenchassis und die Leistung stieg auf 132 kW (190 PS) bei 9000/min.
1960 erfolgte die Rückkehr zum ursprünglichen Längsrohrrahmen-Chassis mit Seitentanks. Der Radstand wurde auf 2160 Millimeter verlängert.

### Dino 246F1 (1957–1960)
Vom Dino 156F2 des Jahres 1957 wurde eine Formel-1-Version abgeleitet, der Dino 246F1 mit 2,4-Liter-V6. Das Auto wurde in der Formel 1 bis 1960 eingesetzt.

### Dino 246F1/250TR (1960–1962)
Bei diesem Einzelstück handelte es sich um einen Dino 246F1, der Ende 1960 den Dreiliter-V12 des Ferrari 250 Testa Rossa erhielt und 1961/62 von einem Privatfahrer in der Tasman-Cup-Rennserie eingesetzt wurde.

### Dino 166F2 (1967–1970)

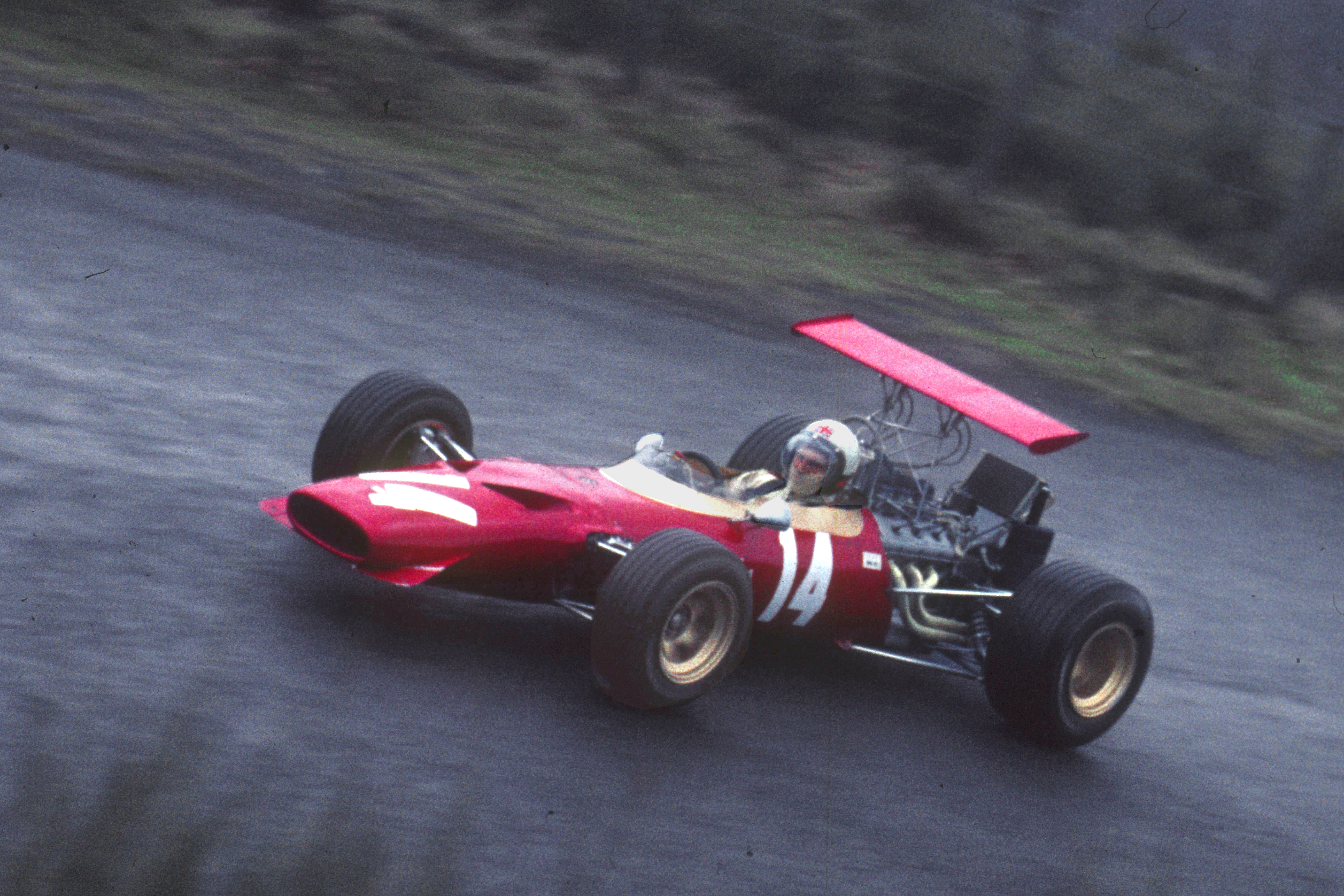
Ferrari Dino 166 Formel 2 mit Derek Bell 1969 im Training zum ADAC-Eifelrennen auf dem Nürburgring

Mit dem Dino 166F2 bestritt Ferrari von 1967 bis 1968 Einsätze in der Formel 2, nachdem der Motor im Fiat Dino die benötigte Verkaufszahl von 500 Stück erreicht hatte. Anfangs hatte der Wagen einen 1,6-Liter-V6 (Bankwinkel weiterhin 65°, Bohrung × Hub: 86 × 45,8 mm) mit 18 Ventilen, Lucas-Einspritzung, Doppelzündung und zwei obenliegenden Nockenwellen pro Zylinderbank, der 200 PS (147 kW) bei 10.000/min leistete.
Ab 1968 kam ein völlig anders konstruierter 1,6-Liter-V6 mit einer Bohrung von 79,5 Millimetern und einem Hub von 53,5 Millimetern zum Einsatz, der 225 PS (165 kW) bei 10.600/min leistete.

### Dino 246 Tasman (1966)
Ein weiteres Einzelstück für den Tasman Cup. Ein Dino 166F2 aus dem Jahr 1966 erhielt einen 2,4-Liter-Spezial-V6 mit anfangs drei, später vier Ventilen pro Zylinder, mit dem Chris Amon die Tasmanien-Rennen 1968/69 bestritt, ehe der Wagen an einen Privatier verkauft wurde.

## Dino-Rennsportwagen

### Dino 206S (1958)
Im April 1958 feierte der Dino 206S mit Zweiliter-V6-Frontmotor sein Renndebüt. Die Maschine (Bohrung × Hub: 77 × 71 mm, Hubraum 1983 cm³) leistete 162 kW (220 PS) bei 8500/min. Ein Exemplar wurde gebaut, das nur zwei Mal eingesetzt wurde.

### Dino 196S (1959)
Im Jahr 1959 bestritt der Dino 196S einige Rennen. Bei diesem Wagen handelte es sich um einen Dino 206S mit anderer Karosserie. Zwei Exemplare wurden gebaut.

### Dino 296S (1959)
Der Dino 296S, der 1959 in Silverstone an einem Rennen teilnahm, besaß einen vorne montierten Dreiliter-SOHC-V6 (Bohrung × Hub: 85 × 87 mm, Hubraum 2962 cm³) mit 221 kW (300 PS) und wurde später zum 250 Testa Rossa umgebaut.

### Dino 246S (1960)
Der letzte Dino-Sportrennwagen mit Frontmotor war der 246S, der 1960 die 1000 Kilometer von Buenos Aires und die 1000 Kilometer auf dem Nürburgring bestritt. Der SOHC-V6 mit 2,4 Litern Hubraum (Bohrung × Hub: 85 × 71 mm, 2417 cm³) leistete 182 kW (248 PS) bei 7500/min. Zwei Exemplare wurden gebaut.

### Dino 246SP (1961)
Der Dino 246SP war ein Mittelmotor-Sportrennwagen mit dem 2,4-Liter-65°-V6 des Vorjahres-Dino 246S, der hier 199 kW (270 PS) leistete. Zwei Exemplare wurden gebaut und 1961/62 mit einigem Erfolg eingesetzt.

### Dino 196SP (1962)
Der Dino 196SP besaß einen Zweiliter-60°-V6 mit einer obenliegenden Nockenwelle pro Zylinderbank (ähnlich dem Motor des Dino 196S von 1958). Ein Dino 196SP belegte bei der Targa Florio 1962 den zweiten Gesamtplatz und gewann die Europa-Bergmeisterschaft 1962 unter Ludovico Scarfiotti. Es wurde ursprünglich nur ein Exemplar gebaut, bei zwei späteren 196SP handelte es sich um umgebaute Ferrari 268SP.

### Dino 286SP (1962)
Der 286SP mit 2,9-Liter-V6 wurde gemeinsam mit dem 196SP Anfang 1962 vorgestellt, nach der bald danach erfolgten Einführung des Ferrari Dino 268SP mit 2,6-Liter-V8 aber nicht weiter verfolgt.

### Dino 166P/206P (1965)

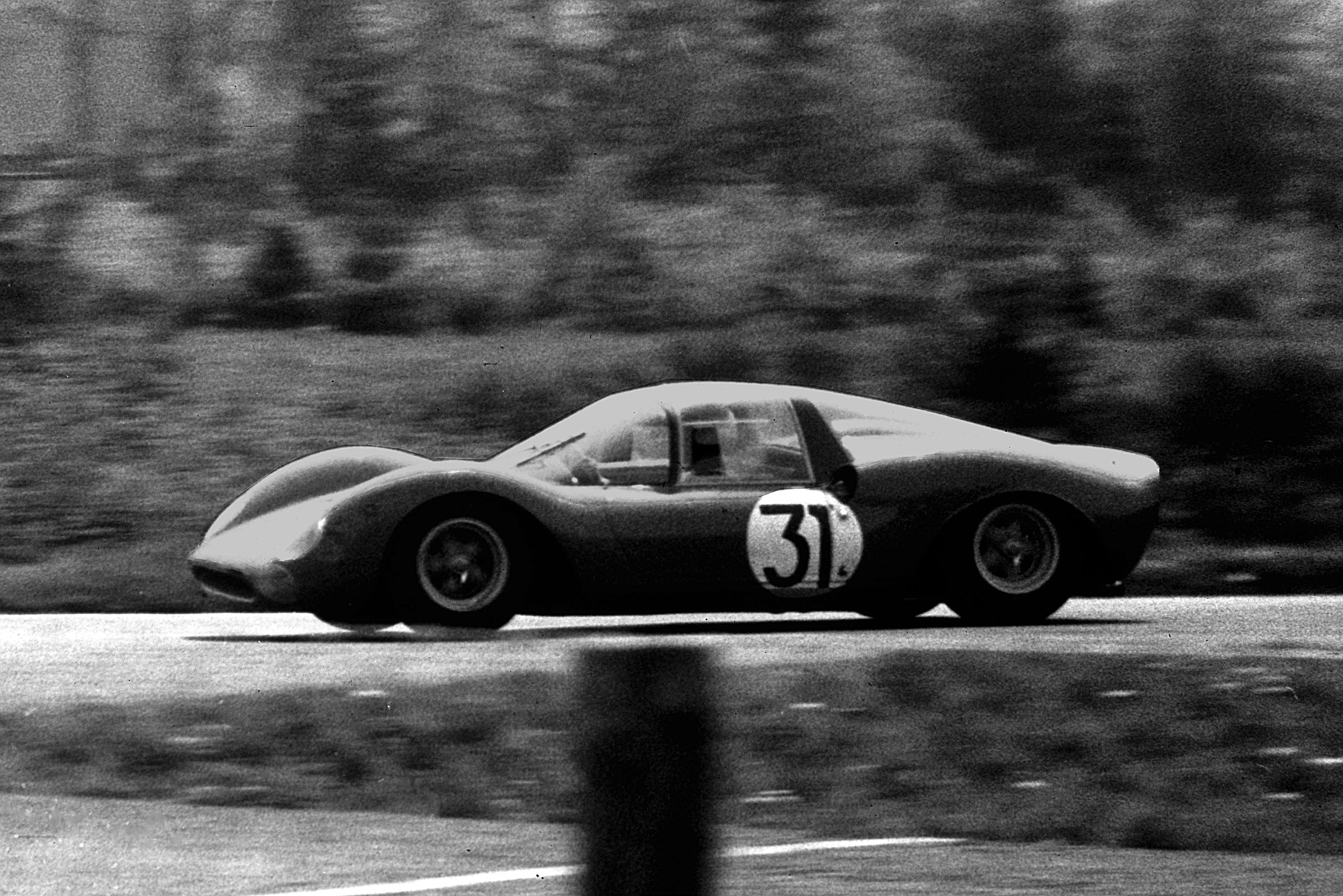
Lorenzo Bandini 1965 im Ferrari Dino 166P auf dem Nürburgring

Mitte der 1960er Jahre erzielten die Porsche 904 Erfolge in den Zweiliter-Klassen, insbesondere bei der Targa Florio und bei Bergrennen. Ferraris Antwort, die dritte Generation der Dino-Rennsportwagen, besaß den von Franco Rocchi konstruierten 65°-V6 in Mittelmotoreinbaulage. Der Dino mit dem Chassis 0834 wurde von einem 1,6-Liter-V6 (Bohrung × Hub: 77 × 57 mm, Hubraum 1592 cm³) angetrieben, der 132 kW (180 PS) bei 9000/min leistete, und wurde als 1,6-Liter-Sechszylinder-Prototyp folgerichtig als 166P bezeichnet.
Der Dino 166P trat am 25. April 1965 beim 1000-Kilometer-Rennen in Monza an, fiel aber nach einer Runde mit Motorschaden aus. Beim Nürburgringrennen im Mai belegte der Wagen mit Lorenzo Bandini und Nino Vaccarella den vierten Platz, hinter einem Porsche 904 mit Zweiliter-Achtzylinder. In Le Mans konnte Giancarlo Baghetti nur zwei Runden absolvieren. Danach erhielt das Chassis einen auf zwei Liter vergrößerten V6 (86 × 57 mm, 1986 cm³) mit 151 kW (205 PS). Mit dem nun als 206P bezeichneten Dino trat Ludovico Scarfiotti in der Europäischen Bergmeisterschaft gegen den Porsche-Bergspyder von Gerhard Mitter an, siegte auch bei den zur WM zählenden Schauinsland-Bergrennen und in Ollons-Villars, und gewann den Titel.

### Dino 206S/246P (Kleinserie 1966/67)

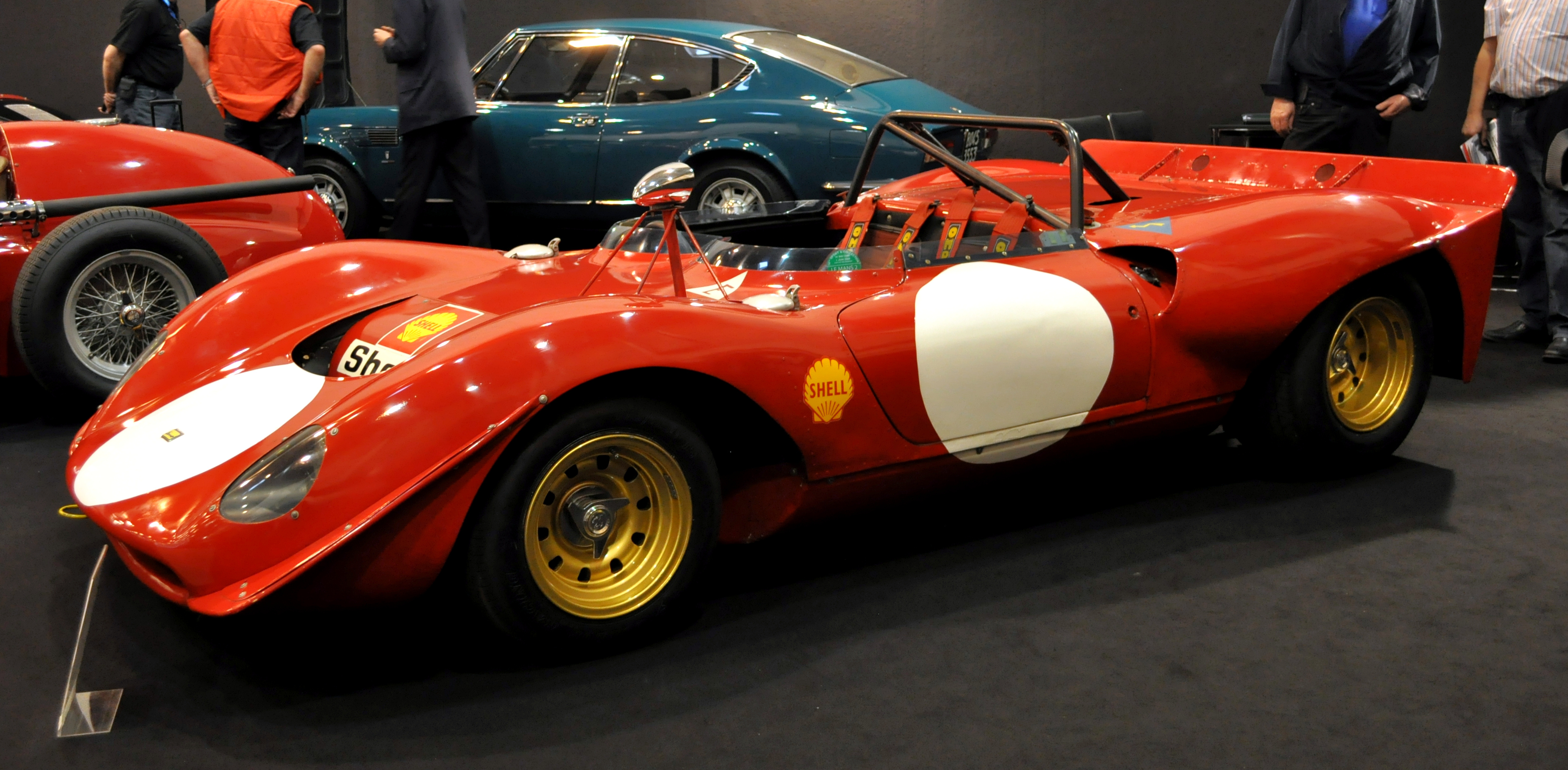
Ferrari Dino 206S

Bei dem im Februar 1966 vorgestellten Dino 206S handelte es sich, wie der Buchstabe S andeutet, um einen Mittelmotor-Sportrennwagen, der in einer Kleinserie von 50 Stück gebaut werden sollte, um als Sportwagen nach Gruppe 4 Regeln homologiert zu werden. Diese Zahl wurde in zwei Jahren nicht erreicht, auch aufgrund von Streiks in Italien, sodass insgesamt nur 17 bzw. 18 Chassis fertiggestellt wurden, wobei die letzten Exemplare 1967 nur als Ausstellungsstücke Verwendung fanden. Dagegen baute und verkaufte Porsche Dutzende Exemplare vom Porsche 906, sodass dieser schon ab Mai 1966 auch bei den Sportwagen homologiert war. Die Dinos wurden deswegen nur in der Prototypenklasse bis zwei Liter eingesetzt, auch entsprechend modifiziert als 206SP. Die rot-weißen Sechszylinder-Duelle Dino gegen Carrera, die auch bei der CanAm stattfanden, wurden in unzähligen Wohnzimmern mit der Carrera (Autorennbahn) nachgestellt.
Der Zweiliter-V6 war zuvor im Dino 206P erprobt worden und leistete hier 160 kW (218 PS), was ungefähr den 220 PS der Kunden-906 mit Vergasermotor entsprach. Im Jahr 1966 errangen die Dino einige zweite und dritte Plätze (Targa Florio, Nürburgring), hatten aber meist das Nachsehen gegen die zahlreichen 906, mit Ausnahme vom Nürburgring und Spa, wo die Armada aus Zuffenhausen unterging. In Regenrennen, ausgerechnet in Monza und bei der Targa, hatten alle Ferrari-Piloten mit defekten Scheibenwischern zu kämpfen. Siege in WM-Läufen erzielte der Dino 1966 in Enna-Pergusa und am Berg in Sierre-Crans-Montana, wo erstmals der neue Porsche 910 auftauchte.
Im Jahre 1967 wurde der Stuttgarter Ex-Porsche-Werksfahrer Günter Klass angeworben, der 1966 die Targa angeführt hatte, bevor er mit seinem Teamkollegen kollidierte. Für das Nürburgringrennen 1967 wurde ihm ein 246P Spezial-Dino zur Verfügung gestellt, ein 206S mit Bandinis Dino 246 Formel-1-Motor aus dem Jahr 1966. Der Wagen erlitt im Training einen Motorschaden und konnte das Rennen nicht bestreiten. Klass verunglückte beim Straßenrennen von Mugello im Dino Testwagen tödlich.

### Dino 246 GT/GTS (1969–1974)

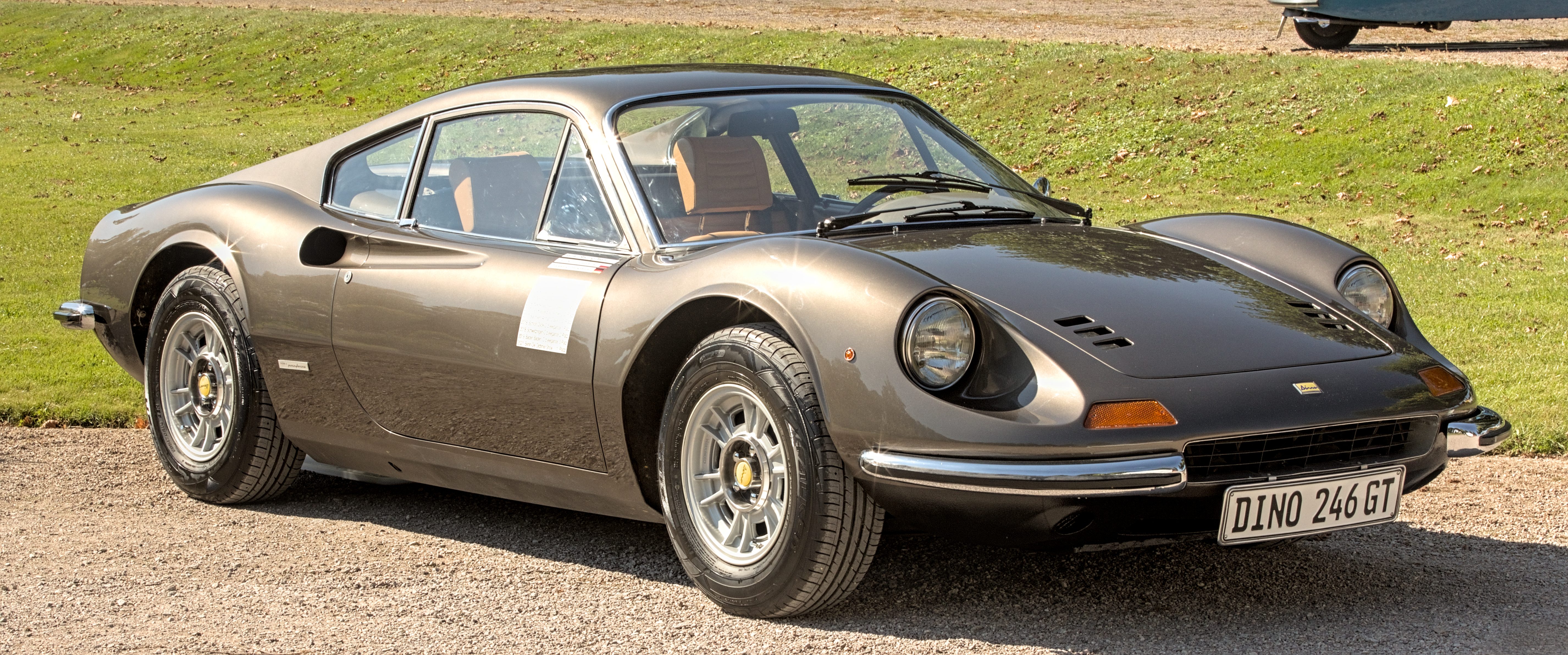
Ferrari Dino 246 GT

### Dino 308 GT4 (1973–1980)

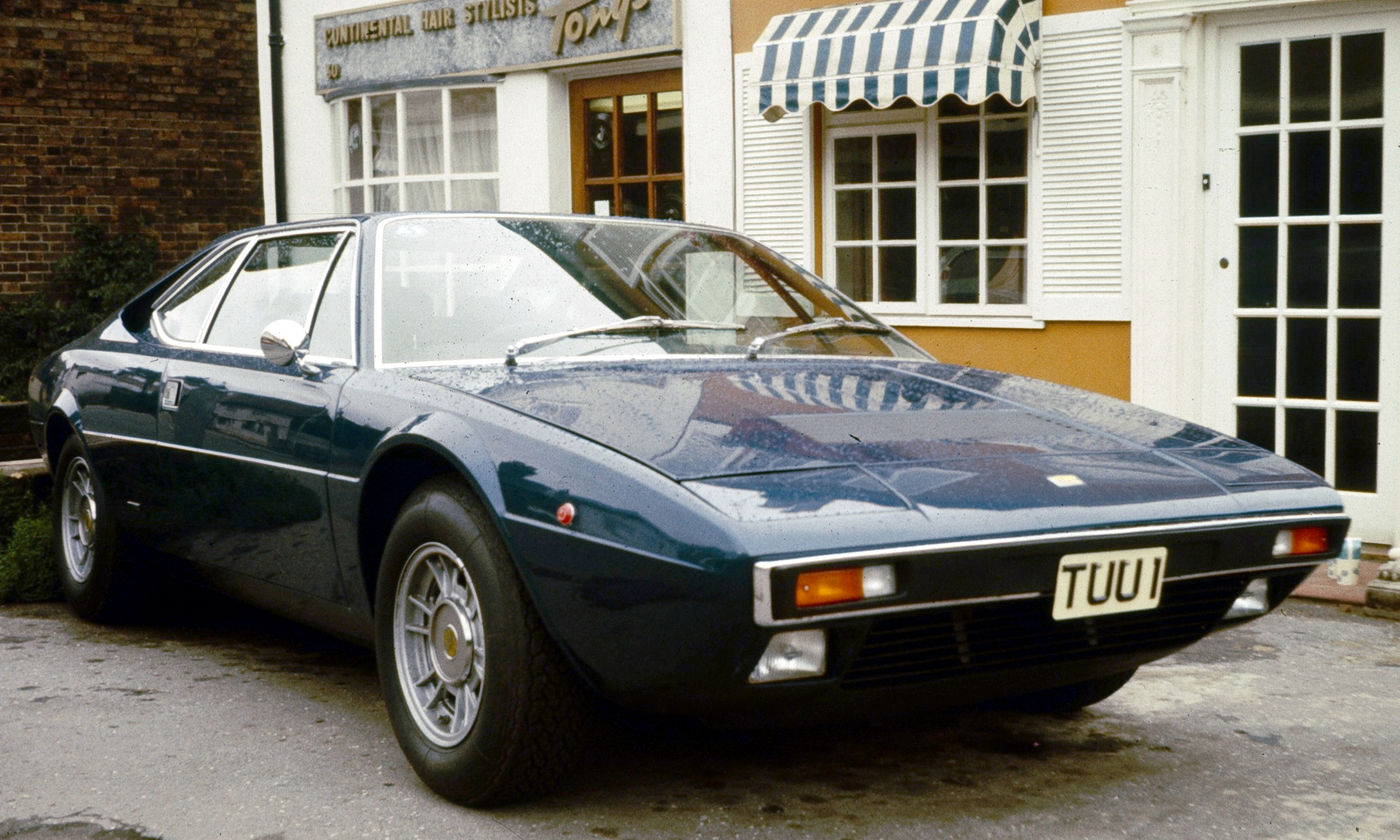
Ferrari Dino 308

## Dino-Serienmodelle

### Dino 206 GT (1967–1969)

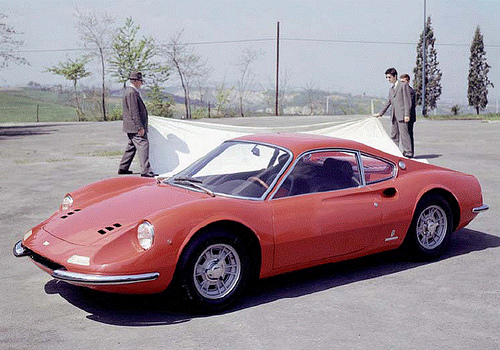
Dino 206 GT

Der Dino 206 GT wurde erstmals auf dem Pariser Salon 1965 unter der Bezeichnung Dino Berlinetta Speciale als Stilstudie gezeigt, die Aldo Brovarone für Pininfarina entworfen hatte. Dieser Prototyp diente als Grundlage für die stilistische Gestaltung des späteren Serienmodells, das Ende 1968 in Produktion ging. Angetrieben wurde der 206 GT von einem quer hinter dem Cockpit montierten Zweiliter-DOHC-V6 (Bohrung × Hub: 86 × 57 mm, Hubraum 1987 cm³), der, durch drei Weber 40DCF-Vergaser beatmet, 132 kW (180 PS) bei 8000/min leistete. Der Dino 206 GT war der erste Ferrari, der mit einer elektronischen Zündung (Magneti Marelli Dinoplex C) verkauft wurde. Es wurden 152 Exemplare gefertigt, ehe der 206 GT 1969 durch den Dino 246 GT abgelöst wurde.

### Dino 208 GT4 (1975–1980)
Beim Dino 208 GT4 handelte es sich um eine von 1975 bis 1980 hauptsächlich in Italien angebotene Zweilitervariante des 308 GT4. Der Zweiliter-V8 (Bohrung × Hub: 66,8 × 71 mm, Hubraum 1991 cm³) basierte konstruktiv auf dem Dreiliter, besaß aber eine kleinere Bohrung und leistete 125 kW (170 PS) bei 7700/min. Bis 1980 wurden etwa 840 Exemplare des 208 GT4 hergestellt.